# Cheyenne County (Kansas)
Cheyenne County is een county in de Amerikaanse staat Kansas.
De county heeft een landoppervlakte van 2.641 km² en telt 3.165 inwoners (volkstelling 2000). De hoofdplaats is St. Francis.

## Bevolkingsontwikkeling

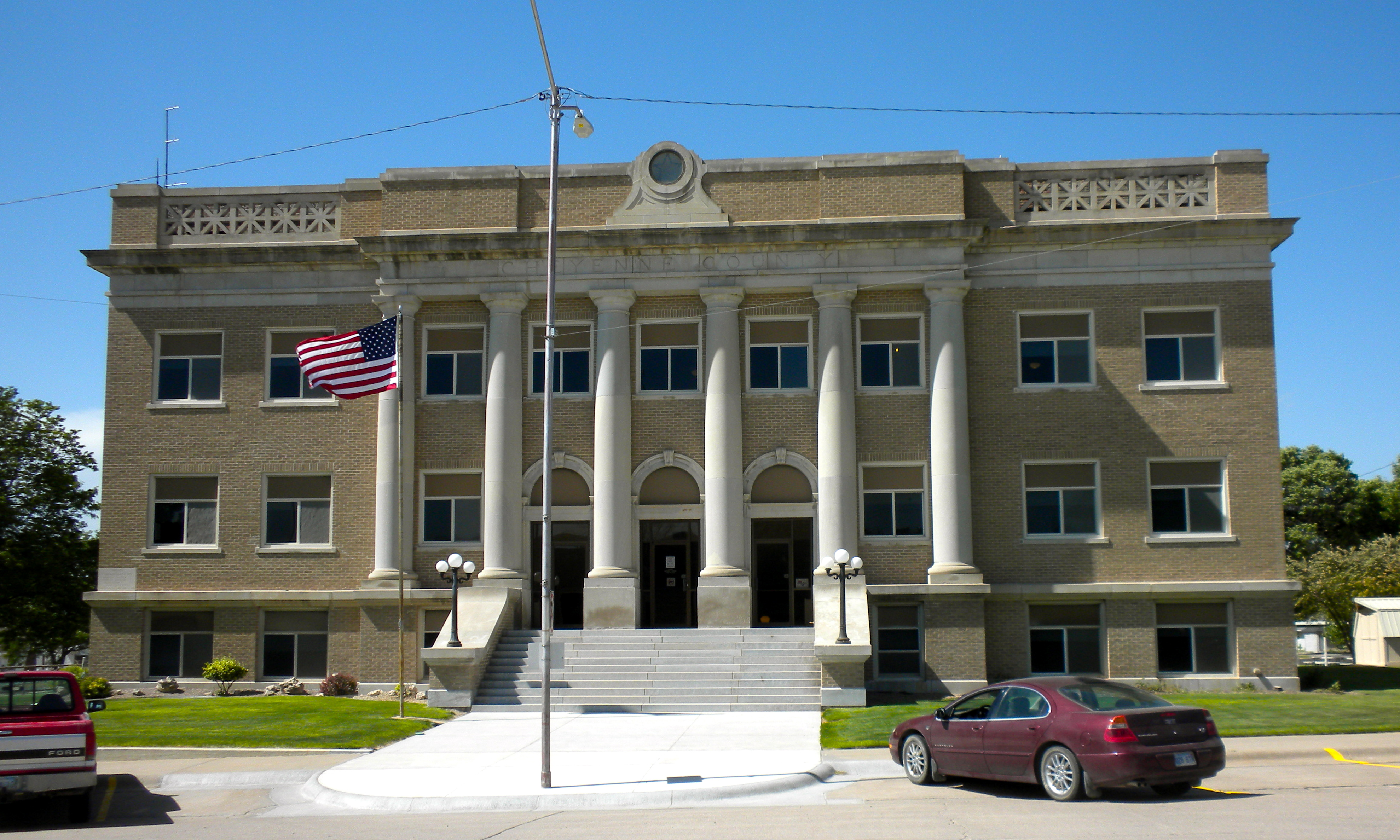
Cheyenne County Courthouse